# Oreste Conte
Oreste Conte (Udine, 19 juli 1919 - Bergamo, 7 oktober 1956) was een Italiaans wielrenner.

## Belangrijkste overwinningen
1944
- Coppa Bernocchi

1946
- 11e etappe Ronde van Italië
- 16e etappe deel A Ronde van Italië
- 17e etappe Ronde van Italië

1947
- Milaan-Modena
- 7e etappe Ronde van Italië
- 11e etappe Ronde van Italië

1948
- 12e etappe Ronde van Italië
- 14e etappe Ronde van Italië

1949
- 12e etappe Ronde van Italië
- 16e etappe Ronde van Italië

1950
- 1e etappe Ronde van Italië
- 18e etappe Ronde van Italië

1952
- 2e etappe deel A Ronde van Duitsland
- 12e etappe Ronde van Italië

1953
- 13e etappe Ronde van Italië

## Resultaten in voornaamste wedstrijden
| Jaar | Ronde van Italië | Ronde van Frankrijk | Ronde van Spanje |
| ---- | ---------------- | ------------------- | ---------------- |
| 1941 |                  |                     |                  |
| 1943 |                  |                     |                  |
| 1945 |                  |                     |                  |
| 1946 | 25e (3)          |                     |                  |
| 1947 | opgave (2)       |                     |                  |
| 1948 | opgave (2)       | opgave              |                  |
| 1949 | 61e (2)          |                     |                  |
| 1950 | 64e (2)          |                     |                  |
| 1951 | 43e              |                     |                  |
| 1952 | 61e (1)          |                     |                  |
| 1953 | 31e (1)          |                     |                  |
| 1954 | opgave           |                     |                  |

| Jaar | Milaan-San Remo | Parijs-Roubaix | Ronde van Lombardije |
| ---- | --------------- | -------------- | -------------------- |
| 1941 |                 |                | 22e                  |
| 1943 | 39e             |                |                      |
| 1945 |                 |                | 10e                  |
| 1946 |                 |                |                      |
| 1947 |                 |                |                      |
| 1948 | 29e             |                | 16e                  |
| 1949 | 14e             | 12e            | 29e                  |
| 1950 | Brons           | 17e            | 6e                   |
| 1951 | 22e             |                | 40e                  |
| 1952 | 18e             |                |                      |
| 1953 | 42e             |                |                      |
| 1954 | 13e             |                |                      |